# Paul Wittek
Paul Wittek (Baden bei Wien, 11 gennaio 1894 – Eastcote, 13 giugno 1978) è stato un orientalista e storico austriaco. La sua tesi del 1938 sull'ascesa dell'Impero ottomano, nota come "Tesi ghazi", sostiene che la ragion d'essere ottomana fu l'espansione dell'Islam. Fino agli anni '80, la sua teoria è stata la spiegazione più influente e dominante della formazione dell'Impero ottomano.

## Biografia
Wittek fu arruolato allo scoppio della Prima guerra mondiale come ufficiale di riserva in un reggimento di artiglieria austro-ungarico. Nell'ottobre 1914 subì una ferita alla testa in Galizia e fu portato a Vienna per riprendersi. Successivamente prestò servizio prima sul fronte dell'Isonzo e nel 1917 fu arruolato come consigliere militare dell'Impero ottomano, dove rimase di stanza a Istanbul e in Siria fino alla fine della guerra. Durante questo periodo Wittek imparò il turco ottomano e acquisì il patrocinio di Johannes Heinrich Mordtmann, l'ex console tedesco a Istanbul. Dopo la fine della guerra, Wittek tornò a Vienna e continuò i suoi studi di storia antica, che aveva già iniziato prima della guerra. Nel 1920 ottenne il dottorato con uno studio della prima storia sociale e costituzionale romana.
Wittek era a Vienna all'emergere della disciplina nascente degli studi ottomani. Fu co-editore e autore della prima rivista accademica in questo campo chiamata Mitteilungen zur osmanischen Geschichte (Note sulla Storia ottomana), pubblicata dal 1921 al 1926. Per il suo sostentamento Wittek lavorò come giornalista per la Oberösterreichische Rundschau. Dal 1924 in poi lavorò per l'Istituto archeologico germanico di Istanbul, dove si concentrò sulla prima epigrafia ottomana. Insieme a storici turchi, riuscì a impedire la vendita degli archivi ottomani alla Bulgaria come carta straccia.
Dopo l'ascesa del nazismo nel 1934 Wittek si trasferì in Belgio, dove lavorò presso l'Istituto di Studi Bizantini a Bruxelles con Henri Grégoire. Dopo l'attacco tedesco al Belgio Wittek fuggì su una piccola barca in Inghilterra, dove fu internato come nemico esterno. Grazie al sostegno degli orientalisti britannici fu finalmente rilasciato e trovò lavoro all'Università di Londra. Dopo la guerra si riunì alla famiglia, che era rimasta in Belgio. Nel 1948 tornò a Londra e assunse la neonata cattedra di turco presso la School of Oriental and African Studies (SOAS), dove rimase fino al suo pensionamento nel 1961.
Wittek, che era vicino al George-Kreis (il "circolo" di Stefan George), pubblicò poco, ma divenne molto influente nella sua disciplina. I suoi unici libri, Das Fürstentum Mentesche (Il principato di Menteşe) e The Rise of the Ottoman Empire, apparvero negli anni '30. In quest'ultimo Wittek formulò la sua "tesi ghazi", secondo la quale l'ideologia della lotta settaria era il principale fattore di coesione nella fase formativa dell'Impero ottomano. La "tesi ghazi" era, fino alla tesi nomade di Rudi Paul Lindner degli anni '80, la visione prevalente sul tema dell'emergere dell'Impero ottomano.